# Marquesado del Castillo de San Felipe
El Marquesado del Castillo de San Felipe es un título nobiliario español creado el 18 de marzo de 1790 por el rey Carlos IV a favor de Francisco Martínez de Valejo.

## Marqueses del Castillo de San Felipe
|                        | Titular                                                          | Periodo                |
| Creación por Carlos IV | Creación por Carlos IV                                           | Creación por Carlos IV |
| ---------------------- | ---------------------------------------------------------------- | ---------------------- |
| I                      | Francisco Martínez de Valejo                                     | 1790 - 1801            |
| II                     | Lorenzo Gil de Partearroyo y Martínez de Valejo                  | 1802 - 1805            |
| III                    | Joaquín Gil de Partearroyo y del Valle                           | 1806 - 1855            |
| IV                     | Francisco de Paula Gil de Partearroyo y Arena                    | 1864 - 1915            |
| V                      | María de los Milagros Gil de Partearroyo y Martínez de Aspillaga | 1918 - 1957            |
| VI                     | Manuel Luis de San Pelayo y Gil de Partearroyo                   | 1958 - 1962            |
| VII                    | Manuel de San Pelayo y Urizar                                    | 1964 - 2010            |
| VIII                   | Alfonso de San Pelayo y Pérez                                    | 2011 actual titular    |

## Historia de los Marqueses del Castillo de San Felipe
- Francisco Martínez de Valejo, I marqués del Castillo de San Felipe .

1. Casó con María Aurora Pérez de Guzmán y Gutiérrez de los Ríos. Sin sucesión.:

- Lorenzo Gil de Partearroyo y Martínez de Valejo, II marqués del Castillo de San Felipe .

1. Casó con María Eugénia del Valle y Salazar. Le sucedió su hijo.

- Joaquín Gil de Partearroyo y del Valle, III marqués del Castillo de San Felipe .

1. Casó con N de la Arena y Vigo. Le sucedió su hijo:

- Francisco de Paula Gil de Partearroyo y Arena, IV marqués del Castillo de San Felipe .

1. Casó en el 1870 con María Josefa Martínez de Aspillaga y Aguirre.[5] Le sucedió su hija:
2. Casó en el 1889 con María Ruiz y López Creagh[6]

- María de los Milagros Gil de Partearroyo y Martínez de Aspillaga, V marquésa del Castillo de San Felipe .

1. Casó en el 1891[7] con Julián de San Pelayo y Romillo. Le sucedió su hijo:

- Manuel Luis de San Pelayo y Gil de Partearroyo. VI marqués del Castillo de San Felipe .

1. Casó con María Teresa Urizar y Bayo. Le sucedió su hijo:

- Manuel de San Pelayo y Urizar. VII marqués del Castillo de San Felipe .

1. Casó con María Pérez y Masía. Le sucedió su hijo:

- Alfonso San Pelayo y Pérez. VIII marqués del Castillo de San Felipe [8]